# Вайвада, Пятрас
Пятрас Вайвада (лит. Petras Vaivada; 29 июня 1906, Таураге — 3 марта 1989, Вильнюс) — литовский скульптор.

## Биография
В 1928—1932 годах учился в Каунасской художественной школе. Работал в мастерских скульпторов  (скульптуру преподавал Винцаса Грибаса, Юозаса Зикараса.
С 1944 года участвовал в выставках. В 1944—–1956 годах состоял ответственным секретарём Союза художников Литовской ССР.

## Творчество
В 1945 году принял участие в коллективной работе литовских скульпторов над монументом Победы в Калининграде. Автор скульптурных портретов В. И. Ленина (1946, 1950, 1961), Пранаса Норкунаса (1965), собственной внучки, а также ряда деятелей литовской культуры. Создал статую Винцаса Мицкявичюса-Капскукаса для памятника в Вильнюсе (1962), демонтированного в 1990 году.. 
Совместно с Бернардасом Бучасом создал скульптурную группу «Сельское хозяйство», изображавшую механизатора и девушку-земледельца со снопом, на Зелёном мосту в Вильнюсе (1952; в 2105 году демонтирована).
Для творчества Вайвады характерна реалистичность, работы 1970-х — 1980-х годов отмечены чертами схематизма, синтетизма, декоративности.